# Elisa Manzano
Elisa Manzano (Udine, 18 gennaio 1985) è una pallavolista italiana, nel ruolo di centrale.

## Carriera

### Club
Cresciuta nelle giovanili della Pallavolo di Bressa, squadra di un piccolo comune dell'udinese, dove inizia a giocare nel 1993, passa alle giovanili della Pallavolo Sangiorgina nel 1999. Dall'anno successivo gioca con la prima squadra in Serie B2, con cui ottiene la promozione in Serie B1 al termine della stagione 2002-03. Nel 2005 viene ingaggiata dalla Star Falconara, dove gioca per una  stagione prima di trasferirsi al Pool Piave, dove viene premiata come miglior giocatrice per entrambi i campionati disputati.
Nella stagione 2007-08 viene ingaggiata dalla Spes Conegliano in Serie A2, dove conquista subito la promozione nella massima serie. Al suo primo anno in Serie A1 si guadagna il titolo di miglior muro nella stagione 2008-09. 
Nella stagione 2010-11 passa alla Robursport Pesaro, dove gioca per tre stagioni e vince una Supercoppa italiana. Nella stagione 2013-14 viene ingaggiata dalla River di Piacenza, vincendo la Supercoppa, la Coppa Italia e lo scudetto, mentre in quella successiva veste la maglia dell'Imoco di Conegliano: tuttavia poco prima dell'inizio del campionato decide di ritirarsi dall'attività agonistica.
Ritorna sui campi da gioco per la stagione 2015-16, sempre in Serie A1, con il Neruda di Bronzolo. Dopo un breve periodo di inattività conclude la stagione 2016-17 accasandosi allo Scafati, in Serie B1, dove milita anche nella seguente. Per il campionato 2018-19 si accasa al Cutrofiano, in serie cadetta, dove tuttavia rimane solo fino a gennaio 2019, quando torna nuovamente in Serie B1 per disputare la seconda parte della stagione con l'Empoli.
Nell'annata 2019-20 viene ingaggiata dall'Aragona, sempre in terza serie nazionale. Il 25 gennaio 2021 viene annunciato l'ingaggio da parte della Lecco Picco, compagine di serie B1.

## Palmarès

### Club
- Campionato italiano: 1

2013-14
- Coppa Italia: 1

2013-14
- Supercoppa italiana: 2

2010, 2013

### Premi individuali
- 2009 - Serie A1: Miglior muro